# Кинольд, Венцеслаус Йозеф
Венцеслаус Йозеф Кинольд (нем. Wenceslaus Joseph Kinold OFM, 7.07.1871 г., Германия — 22.05.1952 г., ?) — католический прелат, первый епископ Саппоро с 13 апреля 1915 года по ноябрь 1940 год, администратор апостольской префектуры Карафуто с 1934 год по 1938 год, член монашеского ордена францисканцев.

## Биография
1 июля 1897 года Венцеслаус Йозеф Кинольд был рукоположён в священника в монашеском ордене францисканцев.
13 апреля 1915 года Римский папа Бенедикт XV назначил Венцеслауса Йозефа Кинольда префектом апостольской префектуры Саппоро. 18 марта 1929 года Римский папа Пий XI назначил Венцеслауса Йозефа Кинольда викарием апостольского викариата Саппоро и титулярным епископом Панемотикуса. 9 июня 1929 года состоялось рукоположение Венцеслауса Йозефа Кинольда в епископа, которое совершил архиепископ Анконы и Нуманы Марио Джардини в сослужении с архиепископом Токио Жаном-Батистом-Алексом Шамбоном и титулярным епископом Аппиарии Бонифацием Сойером.
С 1934 по 1938 год был администратором апостольской префектуры Карафуто (сегодня — Южно-Сахалинская апостольская префектура).
В ноябре 1940 года Венцеслаус Йозеф Кинольд подал в отставку. Скончался 22 мая 1952 года.